# S1850M
S1850M — трикоординатна РЛС з цифровою антенною решіткою для систем раннього попередження про ракетний напад та виявлення аеродинамічних і наземних (надводних) цілей.
Розроблялася спільно Францією, Італією і Великою Британією (компанії BAE Systems і Thales) для забезпечення високоефективної ППО перспективних фрегатів. Є основною радіолокаційною компонентою систем PAAMS на фрегатах типу «Горизонт» ВМС Франції та Італії, есмінцях типу «Деринг» ВМС Великої Британії.
Сконструйована на основі РЛС SMART-L голландського філіалу Thales, однак має удосконалену архітектуру обробки сигналів від компанії Alenia Marconi Systems (зараз BAE Systems). У порівнянні з SMART-L поліпшена робота радара в умовах електронної протидії.

## Конструкція
Антена, подібно до SMART-L, має розмір 8,2 м і містить 24 твердотільних модулі, 16 з яких працюють на передачу. Швидкість обертання антени — 12 обертів за хвилину. Маса антени разом з обладнанням — 6200 кг.

## Характеристики
РЛС здатна автоматично виявляти і супроводжувати до 1000 цілей (повітряних — в радіусі до 400 км, наземних — до 60 км).

## Застосування на кораблях
- Ескадрені міноносці типу 45
- Фрегати типу «Горизонт»
- Авіаносці типу «Квін Елізабет»

## Галерея

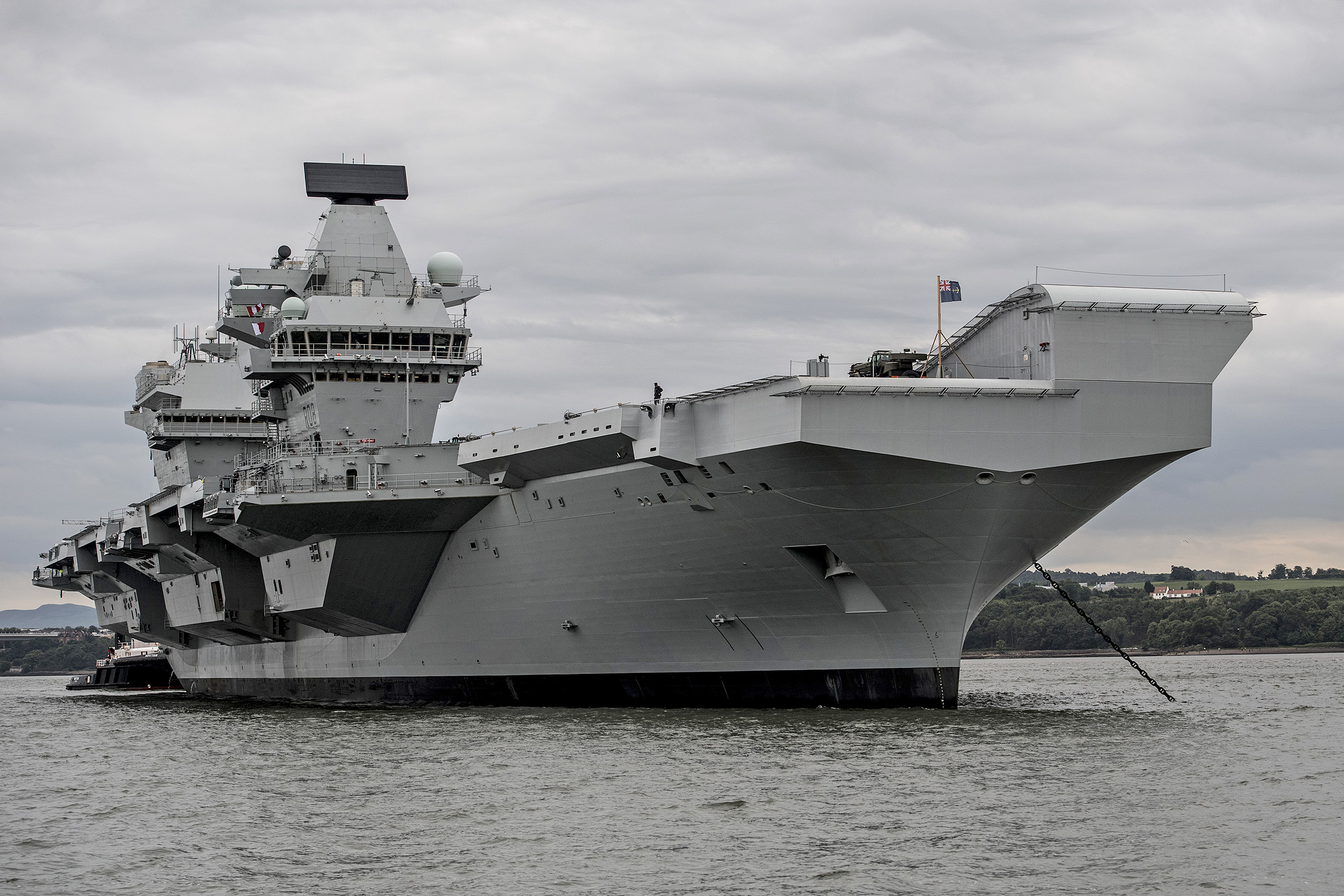
Авіаносець «Квін Елізабет» з РЛС S1850M
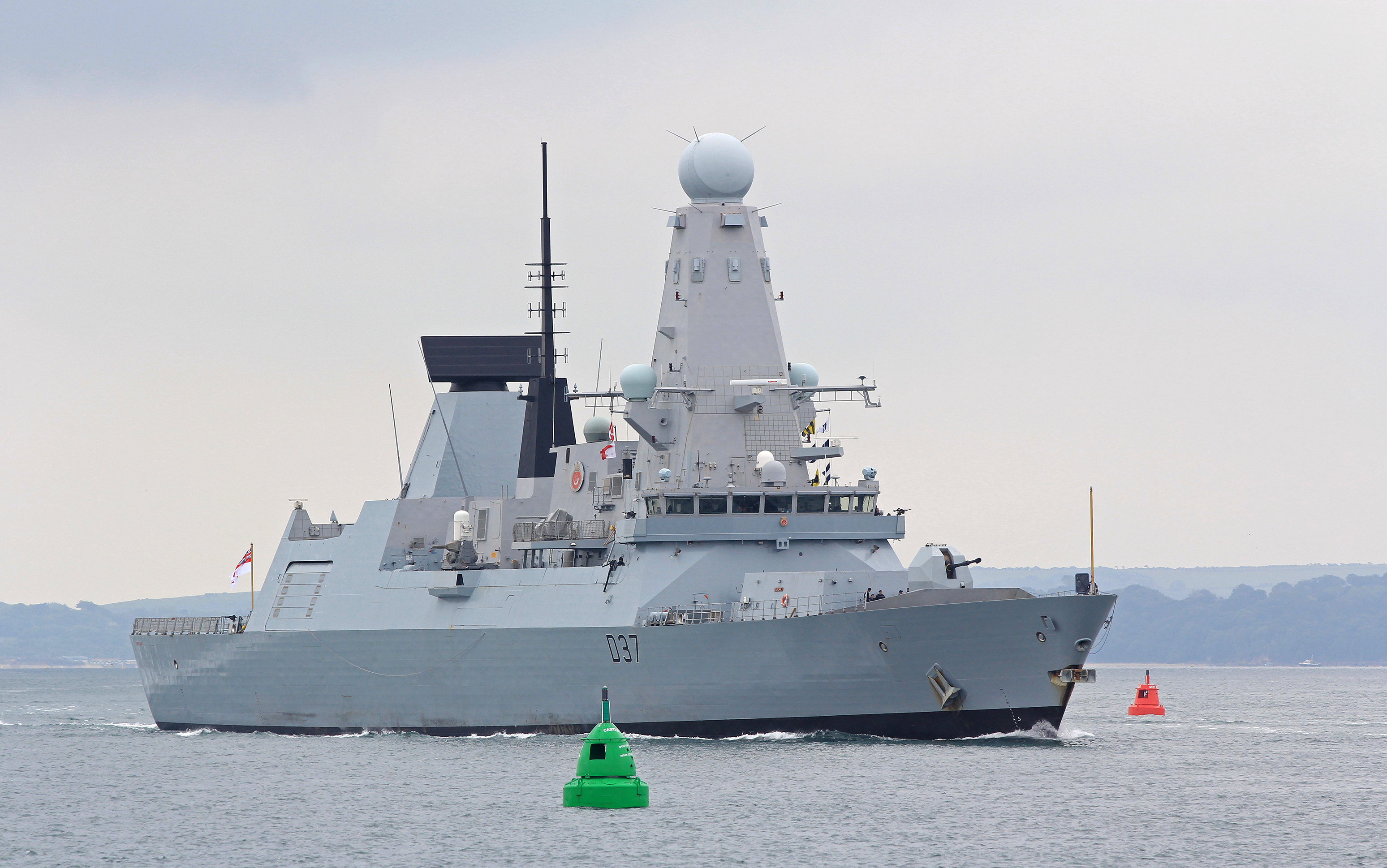
Есмінець типу 45 HMS Duncan (D37), 17 червня 2016 року